# Platforma 21
Platforma 21 (do marca 2023 Każdemu i każdej; łot. Katram un katrai, KuK; do lutego 2022 Prawo i Porządek, po łotewsku Likums un kārtība, LuK) – łotewska partia polityczna o profilu populistycznym. Jej założycielem był łotewski prawnik i adwokat Aldis Gobzems.

## Historia
Ugrupowanie Platforma 21, wówczas jako Prawo i Porządek, powstało w styczniu 2021 roku z inicjatywy Aldisa Gobzemsa, posła na Sejm XIII kadencji, wybranego z listy populistycznej partii KPV LV. Zostało zarejestrowane 26 lutego. W składzie zarządu nowej inicjatywy politycznej znaleźli się posłanka Jūlija Stepaņenko, była działaczka Honor Służyć Rydze, była posłanka KPV LV Karīna Sprūde, działaczka i parlamentarzystka Socjaldemokratycznej Partii „Zgoda” Ļubova Švecova, a także przedsiębiorca Jānis Brūveris oraz publicysta Sandis Točs. Ugrupowanie za swój cel uznało budowę dobrobytu i pojednania narodowego, zmniejszenie biurokracji, podniesienie jakości oświaty, ulepszenie systemu podatkowego, a także działanie na rzecz wzrostu gospodarczego państwa, jednocześnie troszcząc się, by o interesy narodu dbali we władzach państwowych wykształceni i kompetentni specjaliści ze swoich dziedzin. Partia unikała jednoznacznego określenia się jako siła lewicowa czy prawicowa.
Partia określana była przez przeciwników jako ruch populistyczny. Przewodniczący Gobzems wielokrotnie wypowiadał się negatywnie na temat narzuconych przez rząd Krišjānisa Kariņša ograniczeń związanych z pandemią koronawirusa. Po słynnej demonstracji Gobzemsa, który sfotografował się z żółtą gwiazdą Dawida na swoim ubraniu, protestując przeciwko ograniczeniom covidowym i porównując dyskryminację niezaszczepionych do prześladowań Żydów w czasie II wojny światowej, z partii odeszły Jūlija Stepaņenko oraz Ļubova Švecova, przyłączając się do inicjatywy Łotwa na pierwszym miejscu.
19 lutego 2022 ugrupowanie zmieniło nazwę na Każdemu i każdej. Na przewodniczącego ponownie wybrano Aldisa Gobzemsa. 
W sondażach z 2021 roku partia notowała poparcie ok. 5% wyborców, co dawało jej szansę na reprezentację w Sejmie XIV kadencji. KuK zarejestrowało swoje listy w wyborach w 2022. Ostatecznie na ugrupowanie głosowało 3,67% wyborców, a jego kandydaci nie dostali się do Sejmu. Po wyborach Aldis Gobzems zrezygnował z członkostwa w partii i wyjechał z kraju. Na zjeździe z 26 marca 2023 partia przyjęła nową, centrową platformę polityczną, zmieniła nazwę na Platforma 21, wybrała także nowego przewodniczącego w osobie Raimondsa Lazdiņša i nowy zarząd. 
Przekroczywszy próg 3% ugrupowanie otrzymuje dotacje z budżetu państwa na swą działalność. 